# Otto Reedtz-Thott (politiker)
 Der er flere personer med dette navn, se Otto Reedtz-Thott.
Otto lensbaron Reedtz-Thott (29. juni 1872 på Gavnø – 10. oktober 1927 i København) var en dansk godsejer og politiker.

## Godsejer
Han var søn af lensbaron Tage Reedtz-Thott og hustru Elisabeth Adelgunde von Bülow, blev student 1892 fra Metropolitanskolen og cand.polit. 1896 fra Københavns Universitet med handelspolitik som speciale. 1897-1900 gjorde han tjeneste i diplomatiet som sekretær ved gesandtskaberne i Paris, Berlin og London samt endvidere ved fredskonferencen i Haag, men opgav denne karrierevej i 1901. 1902 blev han forpagter på Fedgården og året efter overtog han ledelsen af den østlige del af baroniet Gaunø.
Ved faderens død 1923 overtog han ledelsen af hele baroniet og blev samtidig skoleherre for Herlufsholm. Han var medlem af bestyrelsen for Dansk Industri Syndikat fra 1923 til sin død og medlem af bestyrelsen for De Danske Sukkerfabrikker samt medlem af repræsentantskabet for Dansk Koncertforening.
Reedtz-Thott blev hofjægermester 1903, kammerherre 1920, Ridder af Dannebrog 1916 og Dannebrogsmand 1926.

## Politisk karriere
1904 blev han medlem af Roholte Sogneråd, og 1916-22 var han medlem af Præstø Amtsråd. 1913 søgte han som Højres kandidat valg i Præstø, men faldt. Ved valget 6. juli 1920 valgtes han på Det konservative Folkepartis liste i Københavns Amt og sad i Folketinget til sin død.
På tinge optrådte han hjemmevant og blev en populær person og var til sin død næstformand for den konservative folketingsgruppe. Han stræbte efter at udbygge samarbejdet med Venstre, og han var således under Landmandsbankkrisen 1922 med til at udvirke, at partiet "uanset Erklæringen af 9. Juli" ikke unddrog ministeriet Neergaard sin støtte. 1924 udpegedes han af regeringen som medlem af den delegation, der under J.C. Christensens forsæde forhandlede med Norge om det norske krav på Grønland. Han tiltrådte den overenskomst, som forhandlingsdelegationen indgik med de norske forhandlere; men hans parti gik her imod ham. Ved vedtagelsen af Østgrønlandsoverenskomsten undlod han at stemme.

## Sejlsportsmand
Reedtz-Thott var en passioneret sejlsportsmand og gjorde et stort arbejde for udviklingen af denne idræt. Fra 1912 var han formand for Kongelig Dansk Yachtklub. Han var ejer af båden Nurdug II som med dansk besætning vandt Danmarks første OL-medalje (sølv) i sejlsport ved OL 1912 i Nynäshamn i 6 meter-klassen.

## Ægteskaber
Reedtz-Thott blev gift 1. gang 14. oktober 1904 i Fredensborg Slotskirke med baronesse Gudrun Reedtz-Thott (30. november 1873 på Mariendal, Malling Sogn, Aarhus Amt – 16. juli 1917 i Fakse), datter af hofjægermester, baron Otto Peter Axel Basse Reedtz-Thott (1841-1901) og komtesse Siegfriede Rantzau (1844-1909). 2. gang ægtede han 26. oktober 1926 i Roholte Kirke komtesse Ingeborg Agnes Danneskiold-Samsøe (10. august 1871 på Frijsenborg (gift 1. gang 1892 med kammerherre, hofjægermester, greve Adam Moltke til Espe og Bonderup, ægteskabet opløst 1926), datter af lensgreve Christian Danneskiold-Samsøe og hustru.
Reedtz-Thott er begravet i gravhøjen på Feddet, sammen med Gudrun og Ingeborg. Der findes et portrætmaleri af Hans Henningsen 1919 i familieeje på Gavnø.